# Cameron Britton

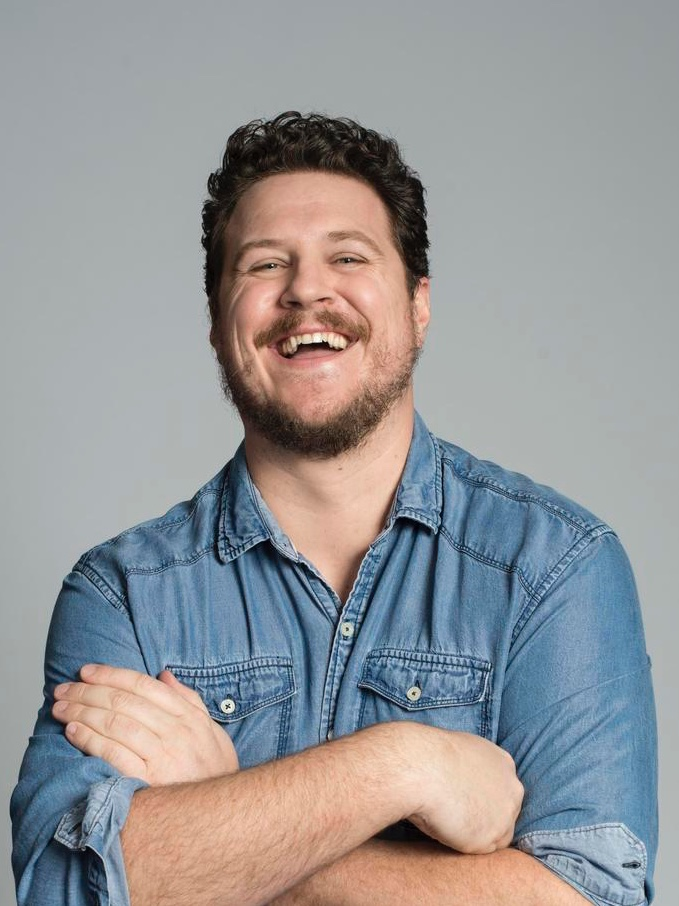
Cameron Britton (2017)

Cameron Britton (* 1986) ist ein US-amerikanischer Schauspieler. Er wurde durch die Darstellung des Serienmörders Edmund Kemper in der Netflix-Serie Mindhunter bekannt, für die er 2018 eine Emmy-Nominierung erhielt.

## Leben und Karriere
Britton wuchs auf einem kalifornischen Weingut auf und besuchte die Analy Highschool in Sebastopol. Nach seinem Schulabschluss zog er 2004 nach Los Angeles, wo er eine Ausbildung an der American Musical and Dramatic Academy begann, die er jedoch nach anderthalb Jahren abbrach. Vor seiner Schauspielkarriere arbeitete Britton über acht Jahre lang als Vorschullehrer für Kinder mit besonderem Förderungsbedarf im Alter von 18 Monaten bis drei Jahren. Abends spielte er Theater beim Loft Ensemble.
Ursprünglich wollte Britton sich im komödiantischen Bereich profilieren, bei seinen Engagements handelt es sich jedoch überwiegend um ernstere Rollen. Sein Fernsehdebüt gab er 2014 in der Krimi-Dokumentationsreihe Fatales Vertrauen – Dem Mörder so nah. Seinen ersten Filmauftritt hatte Britton in der Komödie Camp Takota (2014). Von 2015 bis 2017 spielte er eine Nebenrolle in der Science-Fiction-Krimiserie Stitchers. Außerdem hatte er 2015 einen Gastauftritt in der Fernsehserie Battle Creek.
Der schauspielerische Durchbruch gelang ihm im Jahr 2017 mit der Rolle des inhaftierten Serienmörders Edmund Kemper in der Thriller-Drama-Serie Mindhunter von Regisseur David Fincher, in der er in der ersten und zweiten Staffel in insgesamt vier Episoden an der Seite von Jonathan Groff zu sehen ist. Neben den Dreharbeiten zur ersten Staffel von Mindhunter betätigte Britton sich als Babysitter. Für seine Darbietung in Mindhunter erhielt er zahlreiche positive Kritiken und eine Nominierung für den Primetime Emmy Award als bester Gastdarsteller in einer Dramaserie. Das Paste Magazine schrieb über Brittons schauspielerische Leistung: “[His] performance captures Kemper’s charisma and intelligence, as well as his chilling bloodthirst, stealing the Netflix show despite his limited screen time.” (“[Seine] Darbietung fängt Kempers Charisma und Intelligenz ein, ebenso dessen unheimliche Blutrünstigkeit, wobei er die Netflix-Show trotz seiner begrenzten Bildschirmzeit stiehlt.”) Der Hollywood Reporter bezeichnete sein Schauspiel als „eindringlich“ und das Branchenblatt Variety befand: “Taking on the role of Edmund Kemper […] pushed Cameron Britton’s career from occasional guest star status to captivating supporting player.” („Mit der Übernahme der Rolle von Edmund Kemper […] ist Cameron Britton der Karrieresprung vom gelegentlichen Gaststar zum fesselnden Nebendarsteller gelungen.“)
In Fede Álvarez’ Thriller Verschwörung aus dem Jahr 2018 ist Britton in einer Nebenrolle als Computer-Spezialist zu sehen und in der Fernsehserie Barry spielte er einen Detective. An der Seite von Mary J. Blige begann er 2018 mit den Dreharbeiten zur 2019 erschienenen Netflix-Serie The Umbrella Academy, bei der es sich um eine Adaption der gleichnamigen Comic-Serie handelt. In der zweiten Staffel der Serie Manhunt (2020) verkörpert er Richard Jewell.
Der 1,96 m große Britton ist verheiratet und lebt in Los Angeles.

## Filmografie (Auswahl)

### Serien
- 2014: Fatales Vertrauen – Dem Mörder so nah (Unusual Suspects)
- 2014: S3 – Stark, schnell, schlau (Lab Rats)
- 2015: Battle Creek
- 2015–2017: Stitchers (22 Folgen)
- 2017: S.W.A.T. (1 Folge)
- 2017–2019: Mindhunter
- 2018: Barry (2 Folgen)
- 2019–2024: The Umbrella Academy (12 Folgen)
- 2020: Manhunt (10 Folgen)
- 2022: The Woman in the House Across the Street from the Girl in the Window (8 Folgen)

### Filme
- 2014: Camp Takota
- 2014: Redeemed
- 2016: Day Out of Days
- 2018: Verschwörung (The Girl in the Spider’s Web)
- 2022: Ein Mann namens Otto (A Man Called Otto)
- 2025: Mickey 17

## Auszeichnungen
- 2018: Nominierung für den Emmy als bester Gastdarsteller in einer Dramaserie
- 2018: Auszeichnung mit dem Gold Derby Award als bester Gastdarsteller